# Abbaye de Fore
L'abbaye de Fore, près de Lough Lene, date des années 630. Elle se situe au nord du Collinstown, à 20 km environ de la ville de Mullingar. Elle fut habitée par saint Fechin et par des moines bénédictins d'Évreux en Normandie.
La structure du cœur de l'abbaye a des ressemblances frappantes avec celle du mont Saint-Michel. Elle est bâtie dans un marais, avec de la pierre. À sa grande époque, environ 300 moines vivaient en communauté avec l'abbé saint Fechin.
Le village de l'abbaye de Fore est situé dans une vallée entre deux rangées de collines. Près du village dans le marais, se trouvent les ruines antiques d'un monastère bénédictin chrétien. Fore est « la ville des puits » et a été baptisée du nom d'un puits construit par saint Fechin. Aujourd'hui il ne reste plus que la sobre et jolie église (chapelle) de la paroisse de Saint-Fechin  à 500 mètres du monastère.
L'abbaye fut fondée par saint Fechin et construite autour de 630 apr. J.-C. - 665 apr. J.-C. (période de la Peste jaune), alors que saint Ciaran (son collège dans la foi) a fondé l'abbaye de Clonmacnoise près d'Athlone un peu plus tôt, en 543 à 549 apr. J.-C.
Entre 771 et 1169, l'entrée de l'abbaye fut brûlée douze fois.
Un aspect important de Fore  réside dans « les croix celtes » dont une se trouve dans le village de Fore. Aux alentours, se trouvent  encore dix-huit croix qui ont accueilli les pèlerins. Quelques croix sont érodées (par le vent, le passage du temps), tandis que d'autres croix gardent des contours mieux dessinés. En  dehors du village, des domaines sont étalés sur plus de 10 km et témoignent de la persécution religieuse pendant les périodes de l'oppression anglaise. La colline de Slieveboy veille sur Lough  Lene et sur les alentours. Les Moteens « de Gallagher » sont des tombes datant de l'âge du bronze et les tombes 'Cist', sont des pierres tombales communales du nouvel Âge de pierre.

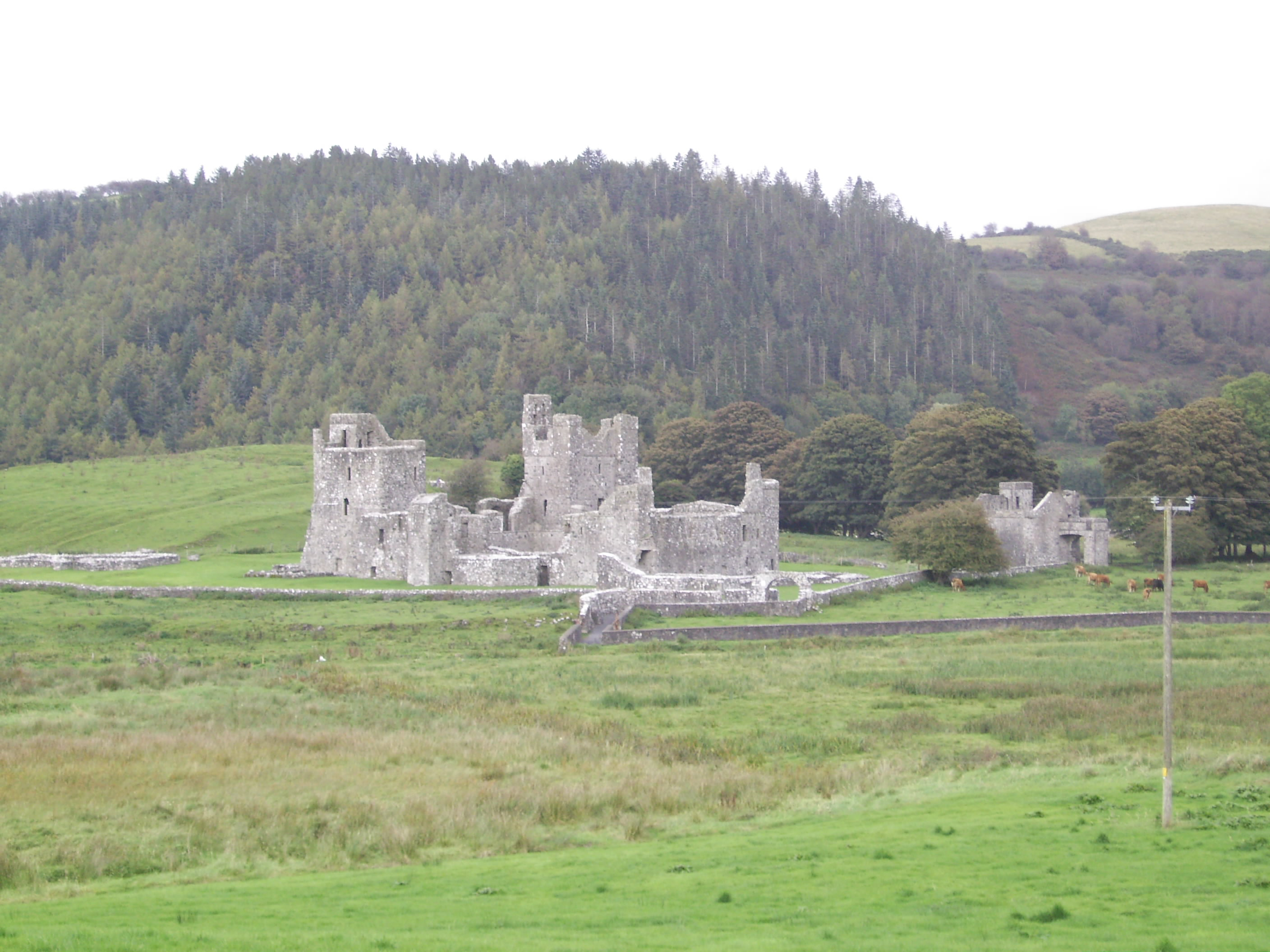
L'abbaye, vue de l'ouest
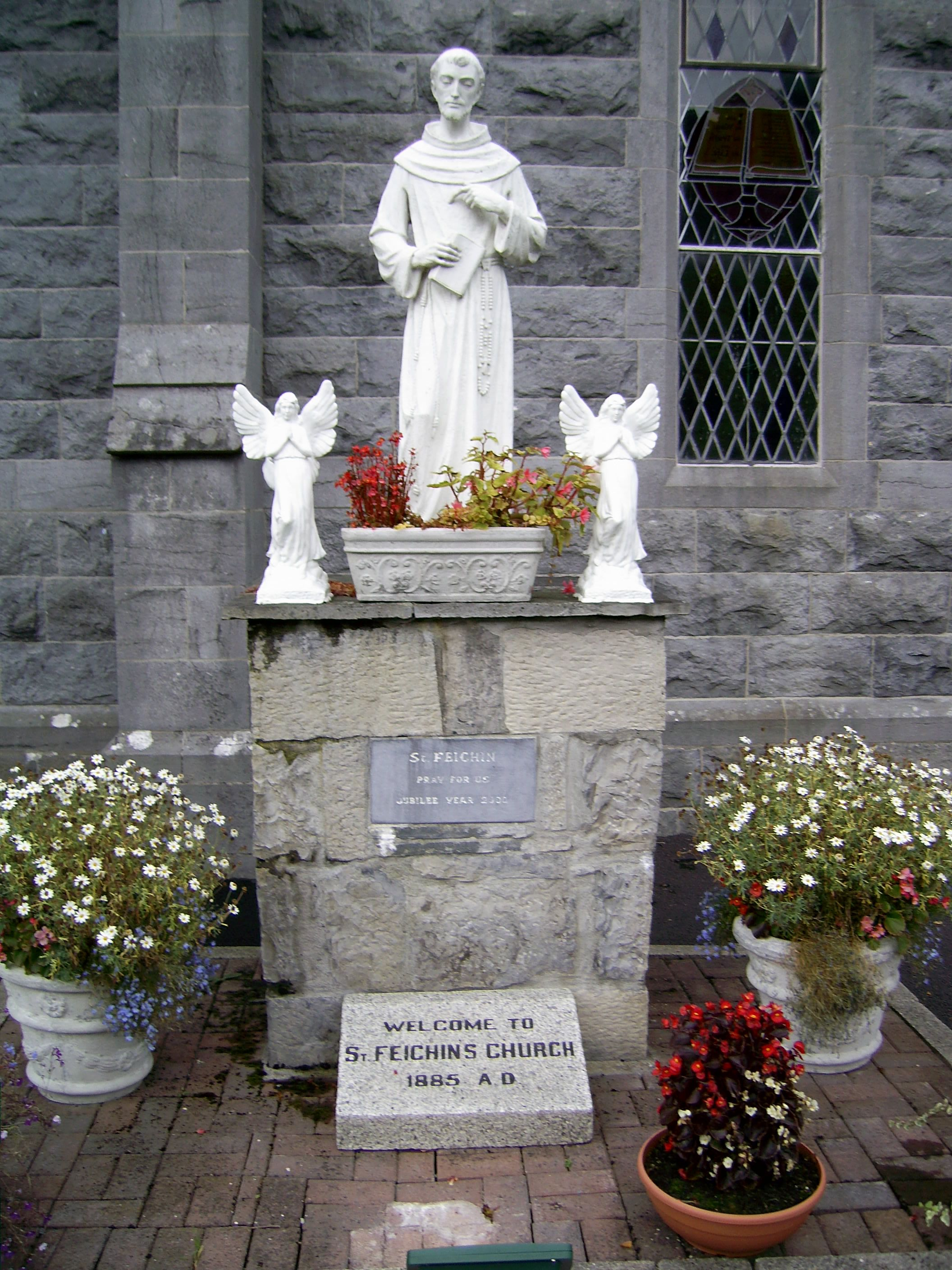
Saint Feichin Fore
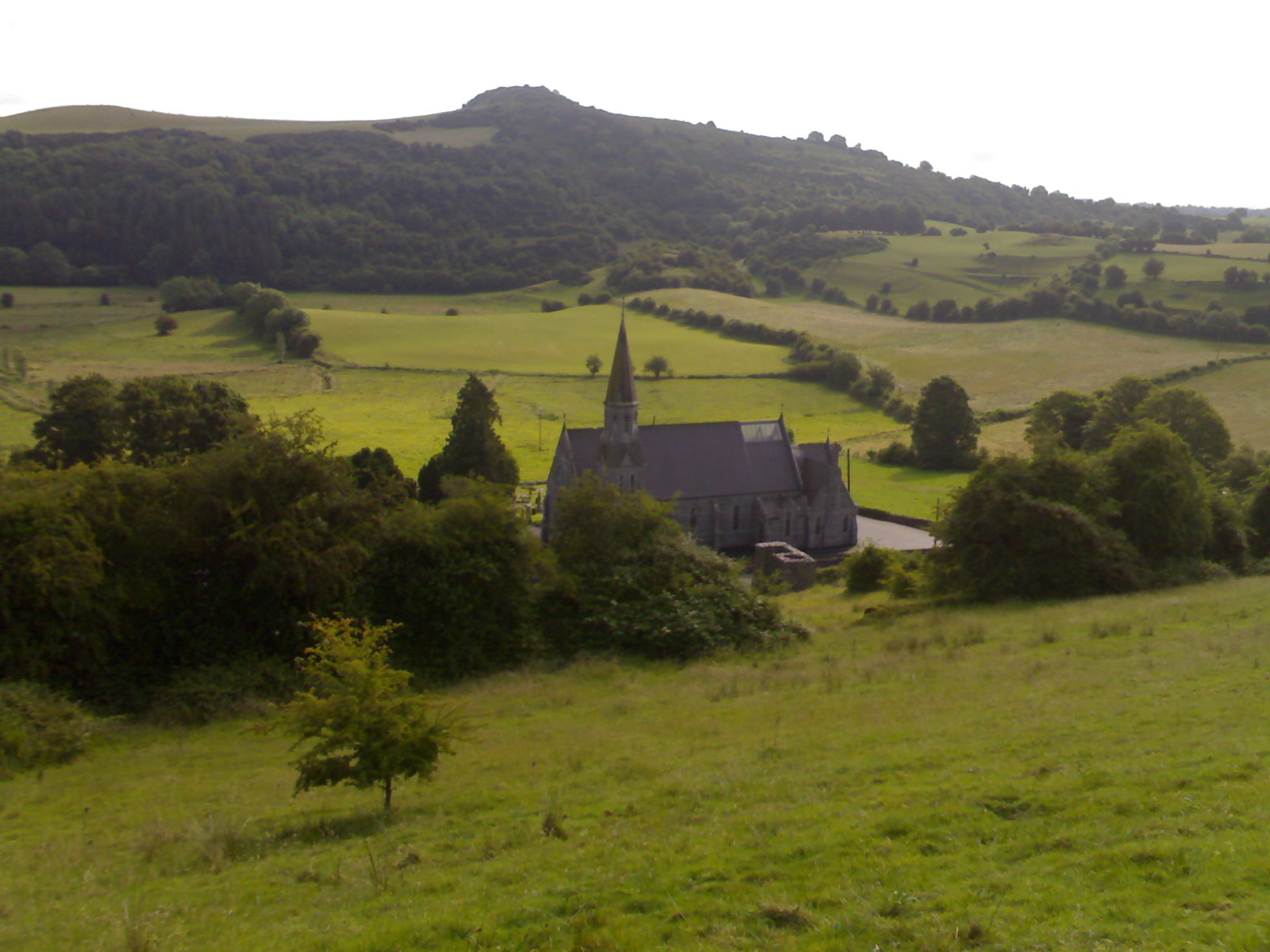
St Fechin Fore
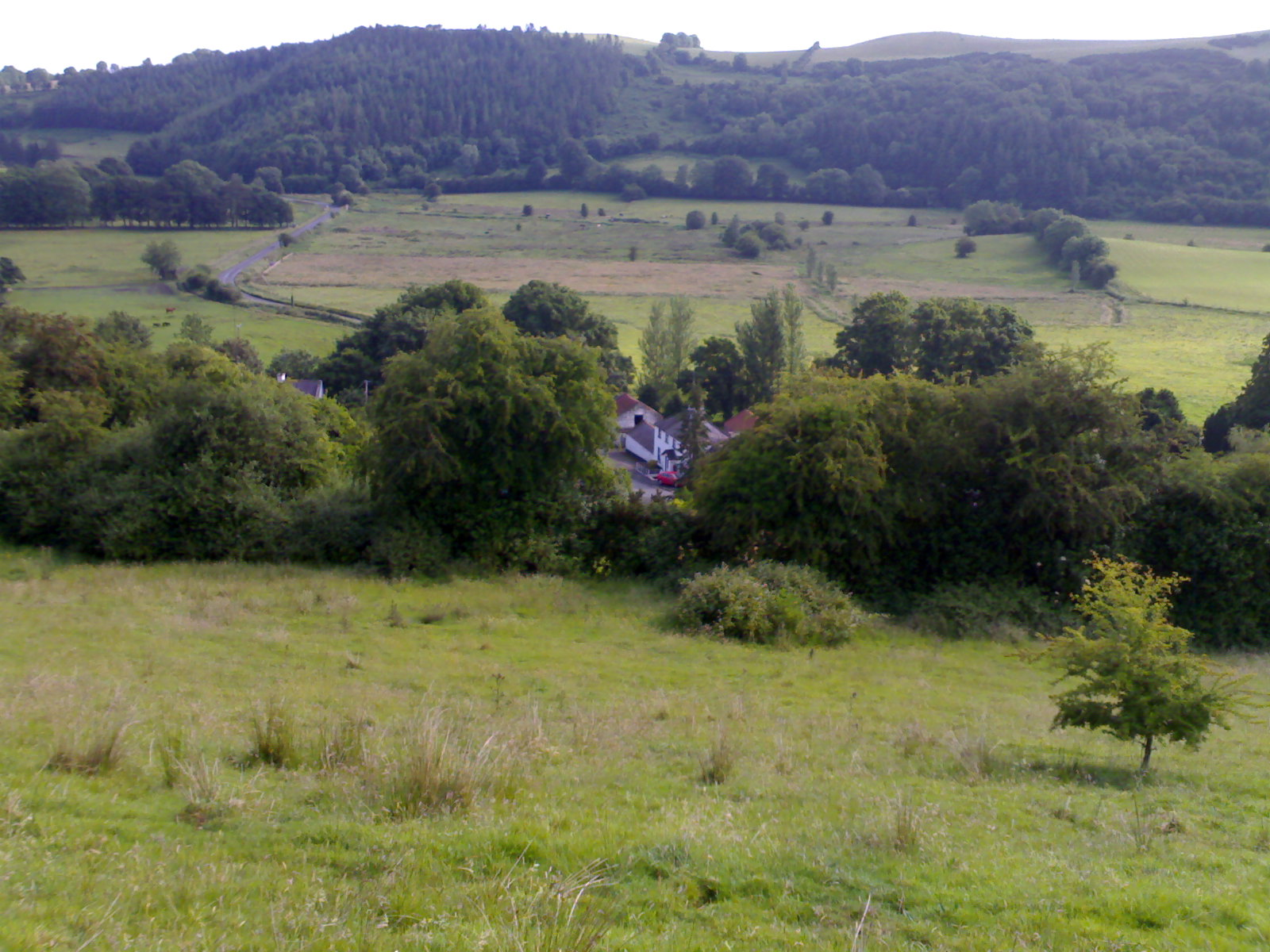
Village de Fore
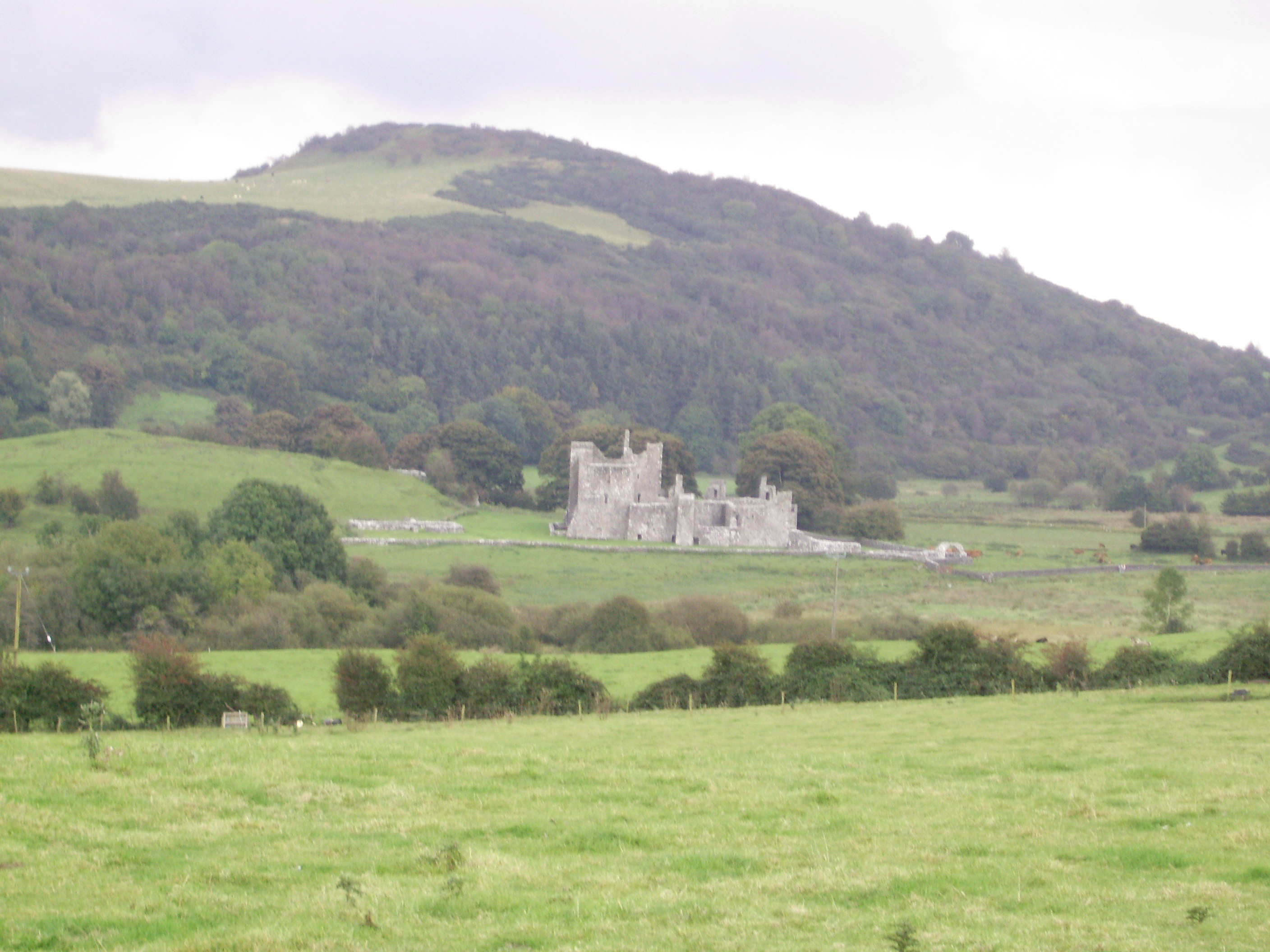
Hill of Benne